# Автошлях Т 1911
Автошля́х Т1911 — автомобільний шлях територіального значення в Сумській області. Пролягає територією Кролевецького та Путивльського районів через Мутин — Путивль. Загальна протяжність 31 км.
Починається поблизу села Мутин, у місці з'єднання зі шляхом (Р60) та проходить через населені пункти Морозівка, Воргол, Антонівка, Яцине, Іванівське, Трудове та закінчується у місті Путивль (Р44).